# حسن بلاسم

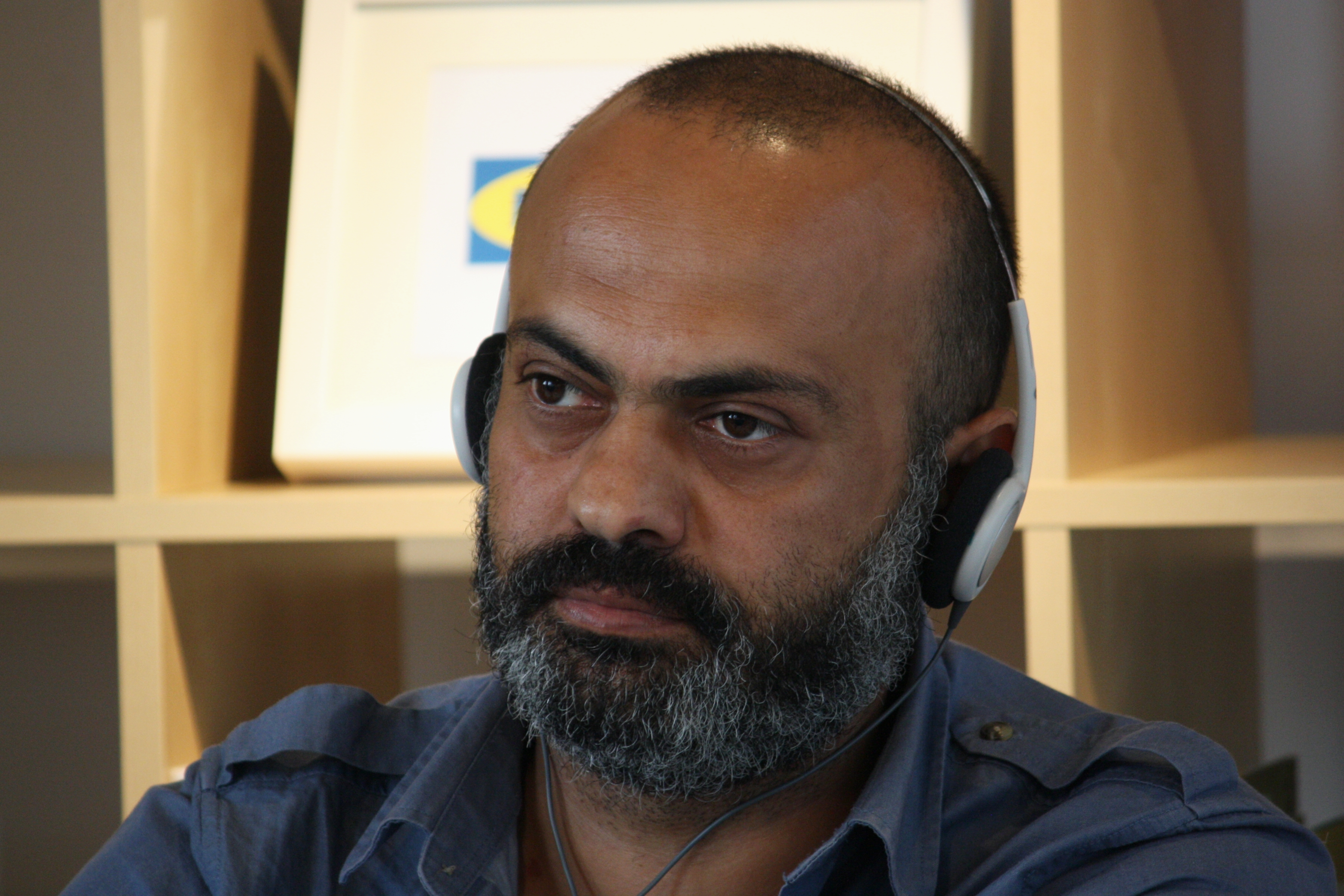
حسن بلاسم

حسن بلاسم (۱۹۷۳ بغداد) نویسنده و کارگردان عراقی است که در فنلاند زندگی می‌کند. او کتاب‌هایش را به زبان عربی می‌نویسد. حسن بلاسم نویسنده عراقی تا سال ۲۰۰۳ در عراق زندگی می‌کرد اما پس از ساختن یک فیلم که مشکل‌هایی برایش ایجاد کرد، به فنلاند پناهنده شد.

## فیلم‌ها
- دوربین زخمی
- Uneton, 2006[۲]
- Luottamuksen arvoinen, 2007
- Elämä nopea kuin nauru, 2007
- Juuret, 2008

## کتاب‌ها
- مسیح عراقی, (۲۰۱۳) کماپرس، داستان‌های کوتاه، ترجمه از عربی به انگلیسی جاناتان رایت، جایزه پن ۲۰۱۲ در بخش نویسندگانی که آثارشان ترجمه شده